# هک شده (فیلم)
هک شده (انگلیسی: Hacked) فیلم دلهره‌آور روان‌شناختی هندی، محصول سال ۲۰۲۰ است که کارگردان آن ویکرام بات بوده و فیلمنامه را گوویند بهانا نوشته‌است و توسط کریشنا بات و آمر تاکار و جاتین ستی تحت نشان لونرنجر پروداکشنز تهیه شده‌است. نقش‌های اصلی را هینا خان، روهان شاه و موهیت مالهوترا بازی کرده‌اند و سید ماکار نقش مکمل را بر عهده داشته‌است.
تصویربرداری اصلی در ماه اوت ۲۰۱۹ آغاز شد. فیلم در روز ۷ فوریه ۲۰۲۰ در هند اکران شد.